# Argus As 10
Le Argus As 10 était un moteur d’avion à 8 cylindres en V, construit en Allemagne par Argus Motoren. Sa fabrication débuta en 1928, et se poursuivit sous le Troisième Reich et durant toute la Seconde Guerre mondiale, et même après le conflit. En raison de sa puissance réduite, il fut monté principalement sur des avions légers d'entraînement, de liaisons ou de reconnaissance. 

## Applications
- Arado Ar 66
- Arado Ar 76
- Dornier Do 12
- Farman F.510
- Fieseler Fi 156 Storch
- Focke-Wulf Fw 56 Stösser
- Focke-Wulf Fw 58
- Focke-Wulf Fw 61 (hélicoptère)
- Focke-Wulf Fw 186 (autogire)
- Gotha Go 145
- Henschel Hs 121

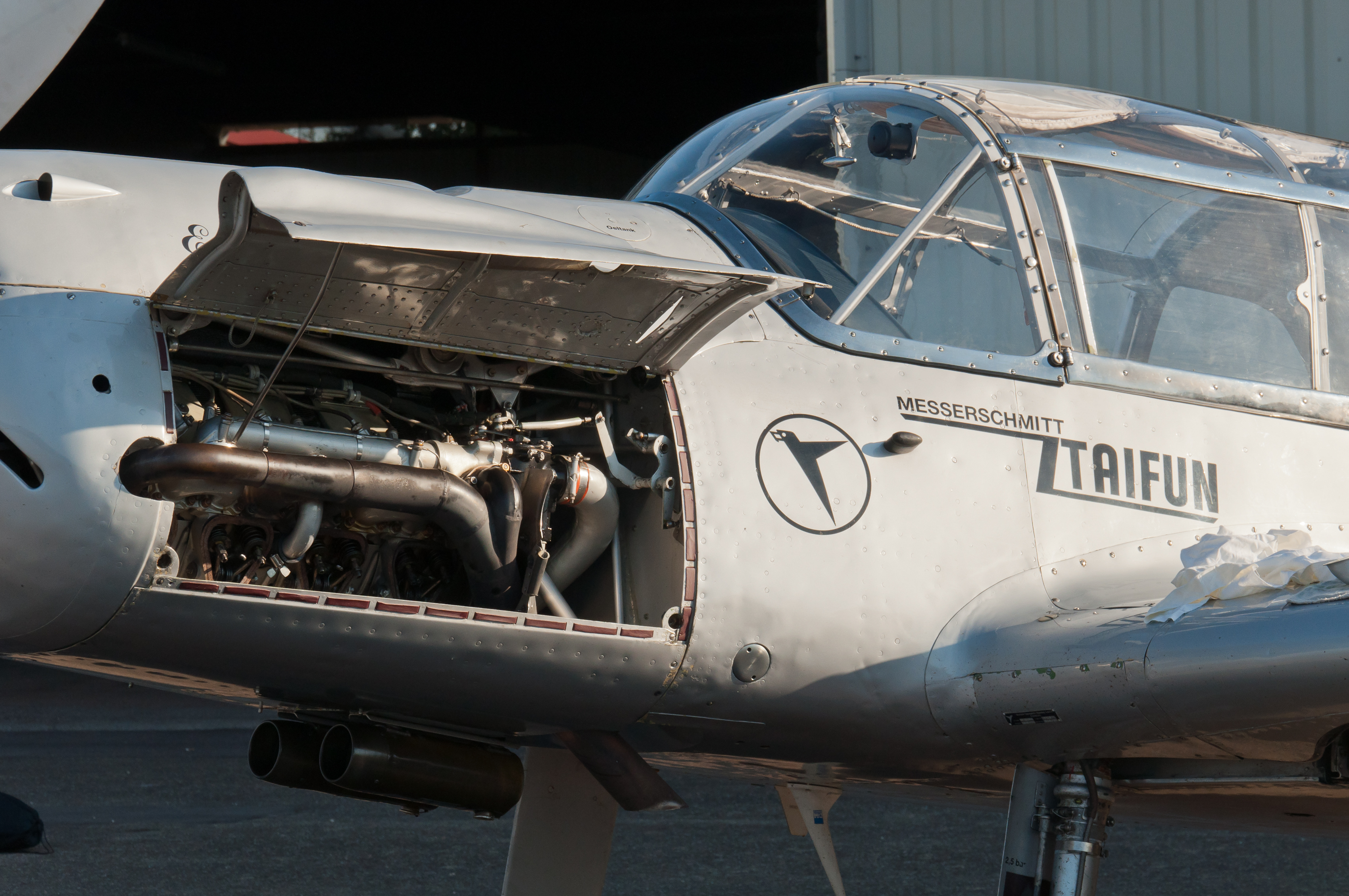
moteur Argus As 10c d’un Messerschmitt Bf 108 Taifun

- Kayaba Ka-1 : autogire d’observation de l’Armée impériale japonaise
- Kobeseiko Te-Gō
- Klemm Kl 151
- Messerschmitt Bf 108 Taifun
- Rogozarski SIM-XIV-H
- Siebel Si 201